# Сітно (Ґолюбсько-Добжинський повіт)
Сітно (пол. Sitno) — село в Польщі, у гміні Збуйно Ґолюбсько-Добжинського повіту Куявсько-Поморського воєводства.
Населення — 384 особи (2011).
У 1975-1998 роках село належало до Влоцлавського воєводства.

## Демографія
Демографічна структура станом на 31 березня 2011 року:
|          | Загалом | Допрацездатний вік | Працездатний вік | Постпрацездатний вік |
| -------- | ------- | ------------------ | ---------------- | -------------------- |
| Чоловіки | 201     | 57                 | 124              | 20                   |
| Жінки    | 183     | 38                 | 102              | 43                   |
| Разом    | 384     | 95                 | 226              | 63                   |